# 戈库尔
戈库尔（Gokul），是印度北方邦Mathura县的一个城镇。总人口4041（2001年）。

## 人口
该地2001年总人口4041人，其中男性2212人，女性1829人；0—6岁人口710人，其中男386人，女324人；识字率59.84%，其中男性为68.49%，女性为49.37%。